# Тюльпан Кауфмана
{{#ifeq:0|0|{{#if:|{{#if:Tulipakaufmanniana|[[]}}|}}}}
Тюльпа́н Ка́уфмана (Tulipa kaufmanniana) — багаторічна рослина роду тюльпан родини лілійних.

## Історія

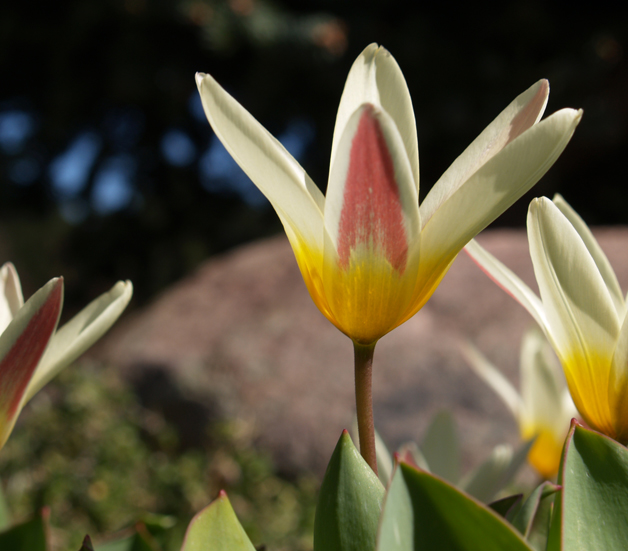
Тюльпан Кауфмана в Копенгагенському ботанічному саду

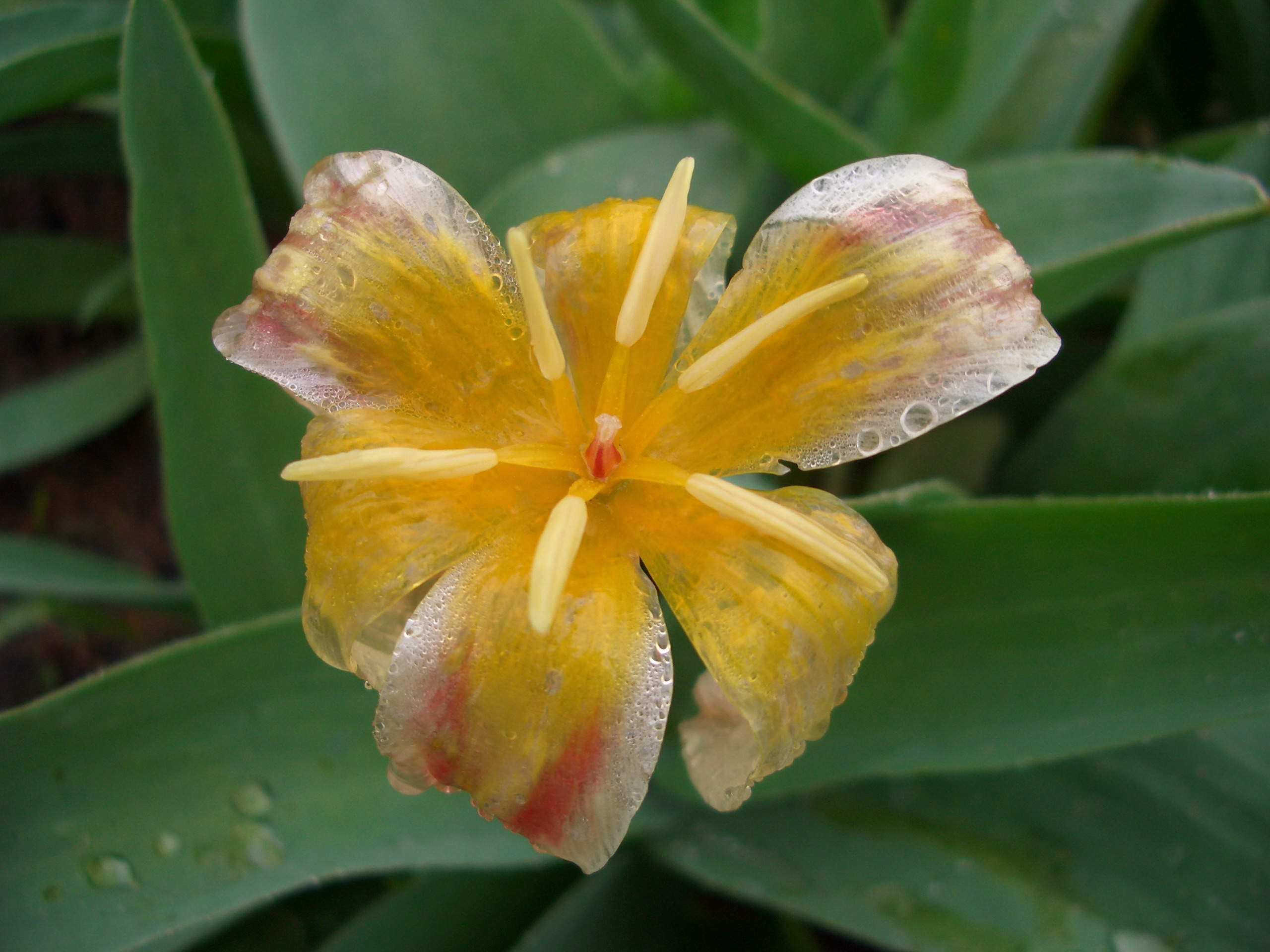
Квітка тюльпана Кауфмана

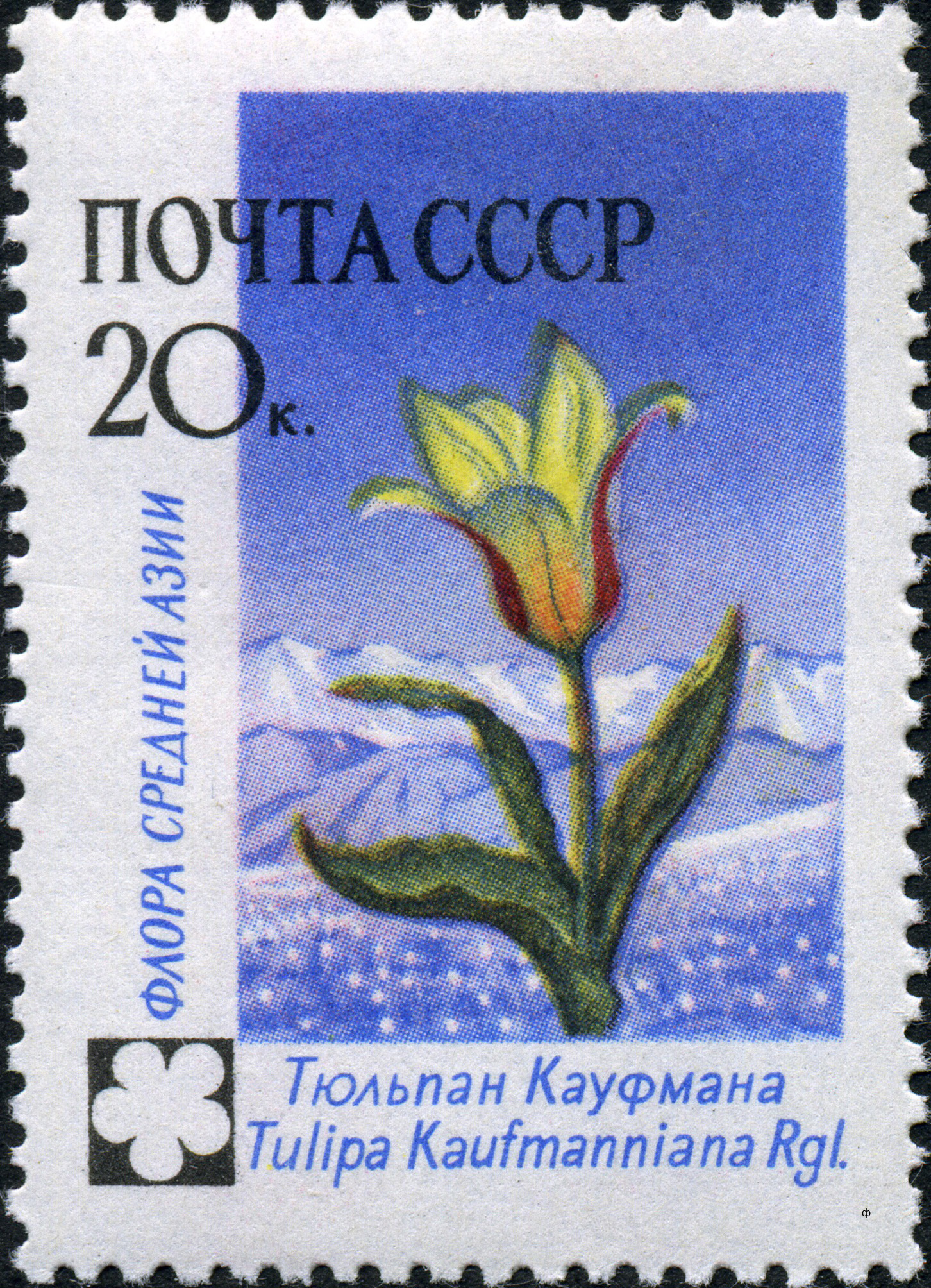
Тюльпан Кауфмана на поштовій марці СРСР 1960 року

У 1877 році Едуард Регель описав цей вид за зразком, зібраним з басейну річки Чирчик (Узбекистан). Названий на честь Костянтина фон Кауфмана — генерал-губернатора Туркестанського краю, який наприкінці 1860-х років запросив вчених Російського товариства любителів природознавства брати участь у вивченні природи цього краю.

## Опис
Цибулина до 4 см завтовшки, з коричневими шкірястими лусками. Коріння однорічне. Стебло від 10 до 50 см заввишки, часто пофарбоване антоціаном. Листки — від 2 до 4, сизі, широкі, ланцетоподібні, відхилені або трохи відігнуті. Квітка одиночна, близько 8 сантиметрів в діаметрі і 10 сантиметрів заввишки — від чашоподібної або келихоподібної до зірчастої форми, із загостреними або притупленими верхівками листочків оцвітини. Забарвлення — біле, кремове, золотисте, яскраво-жовте, оранжеве, світло-червоне, майже бордове. Характерною особливістю цього виду для всіх сортів є контрастні смуги на зовнішній стороні пелюсток оцвітини. Дуже рідкісні жовтоквіткові особини з невеликими червоними плямами на внутрішній стороні всіх листочків оцвітини. Такі форми, можливо гібридні або перехідні до тюльпана чимганського (Tulipa × tschimganica), що зустрічаються на Угамському хребті. В середині суцвіття пучком розташовуються ниткоподібні жовтуваті, лінійні пильовики і тичинки коричневого або фіолетового забарвлення. Тичинкові нитки голі, жовті. Пильовики в 3 — 4 рази довші за нитки, скручуються. Зав'язь трохи коротша тичинок, з майже сидячим рильцем. Плід — коробочка, до 7 см завдовжки і 2 см завширшки, число насінин — до 270. Розмноження насіннєве і вегетативне.

## Екологія
Надає перевагу затіненим схилам, луковим ділянкам, чагарникові заростям, рідше кам'янистих схилам від нижнього до верхнього поясів гір.
У природі часто зустрічаються гібриди з тюльпаном Грейга (Tulipa greigii), рідше — з тюльпаном сумнівним (Tulipa dubia).

## Поширення
Тюльпан Кауфмана — ендемічна рослина Середньої Азії. У дикому вигляді росте тільки у Казахстані (південно-східна частина хребта Каратау і Західний Тянь-Шань — Жамбильська і Південно-Казахстанська), Узбекистані, Киргизстані і частково в Таджикистані, уздовж гірської системи Тянь-Шань.

## Охоронні заходи
Вид перебував у Червоній книзі СРСР. Наразі занесений до Червоних книг Казахстану, Киргизстану, Таджикистану та Узбекистану.

## Культивування

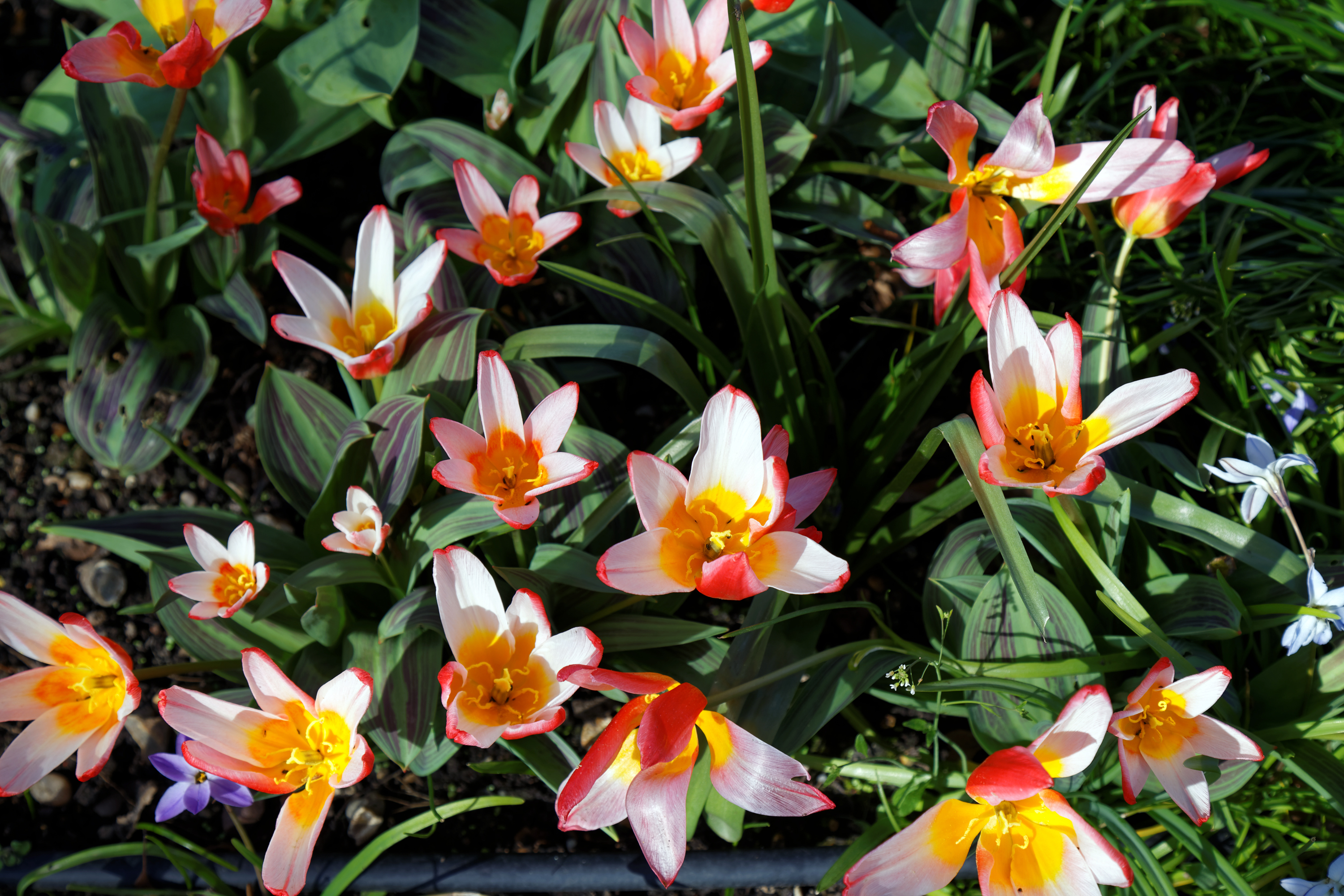
Культивар тюльпана Кауфмана 'Hearts Delight' в лондонському саду

Вперше введений в культуру в Санкт-Петербурзі Е. Регелєм в 1877 році. У 1905 році було створено перші сорти, а до кінця 1960-х років їх вже було понад 200. Найпопулярніші з них — «Белліні», «Корона», «Стреза» (Голландія). У Ташкенті в 1948—1952 рр. апробовані сорти З. П. Бочанцевої — «Лелеченя», «Аеліта», «Бахор», «Восьме березня», «Німфа», «Професор І. О. Райкова» та інші.
Вирощується в ботанічних садах Росії, України, Прибалтики та Білорусі. Детально вивчено в культурі в Ташкенті, потім — в Бішкеку і Алмати. Вирощені з насіння особини повністю відтворюють габітус і забарвлення квіток батьківських рослин. Сіянці вперше зацвітають на 5-му році життя.

## Використання
Широко використовується в селекції через раннє цвітіння і високий коефіцієнт вегетативного розмноження.
У 1960 році різновиди і гібриди, у яких переважають характерні особливості тюльпана Кауфмана були виділені в окремий клас «Тюльпани Кауфмана».
Відмінною рисою цих тюльпанів є їх низькорослість: рослини не перевищують у висоту 40-45 см, а зазвичай бувають 15-25 см.
За термінами цвітіння ці тюльпани, є найбільш ранніми, вони розквітають відразу після танення снігу. Хоча в період цвітіння тюльпанів Кауфмана іноді бувають сильні зворотні заморозки до -5 ° — -10 C°, їм вони не страшні. Їхні квітки завжди закриваються на ніч.
Перевагою тюльпанів Кауфмана є їх стійкість до вірусу строкатопелюстковості. Переважна частина сортів мають імунітет до вірусу і зовсім не пошкоджуються цією хворобою, за винятком декількох окремих культиварів.
Використовуються тюльпани Кауфмана, головним чином, для вирощування на альпійських гірках, в рокарії, для висадки в бордюрах і під деревами. Через короткі квітконоси тюльпани Кауфмана малопридатні для зрізання. Але для зимової вигонки в горщиках вони дуже гарні.